# Trabajo asalariado y capital

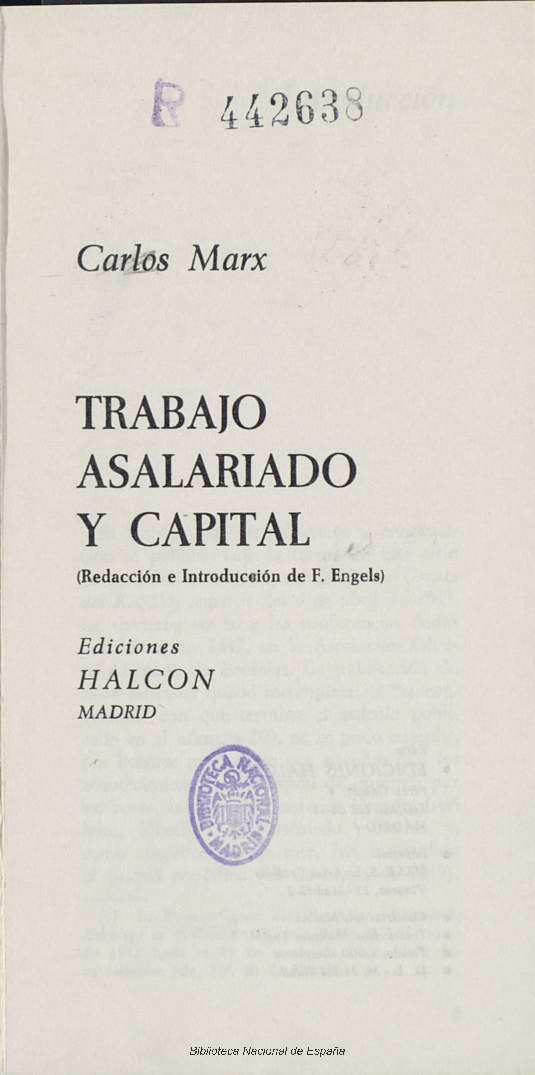
Trabajo asalariado y capital (1968).

Trabajo asalariado y capital (en alemán: Lohnarbeit und Kapital) es un ensayo sobre economía de Karl Marx, escrito en 1847 y publicado por primera vez en artículos en la Neue Rheinische Zeitung en abril de 1849. Algunos de los temas principales que examina el ensayo son sobre la fuerza de trabajo, la mano de obra y cómo la fuerza de trabajo se convierte en una mercancía. Este ensayo ha sido ampliamente aclamado como el precursor de la obra Una contribución a la crítica de la economía política y del tratado de Das Kapital. No obstante, las obras difieren en algunos puntos. 
Comúnmente se combina con el discurso de Marx Salario, precio y ganancia de 1865. En 1883, se publicó una traducción al ruso como libro e incluyó un extracto del volumen 1 de El capital en el apéndice, capítulo 23 sobre Ley general de la acumulación capitalista. En 1885, se publicó por primera vez una versión en folleto como traducción al inglés. Un folleto de 1885 basado en artículos periodísticos fue publicado en Hottingen-Zürich sin el conocimiento de Marx y con una breve introducción de Friedrich Engels. La edición alemana fue revisada por Engels en 1891 y publicada por Vorwärts después de que expiraran las Leyes antisocialistas el año anterior. En 1893, se publicó en Londres una traducción al inglés actualizada de la edición alemana de 1891.

## Descripción

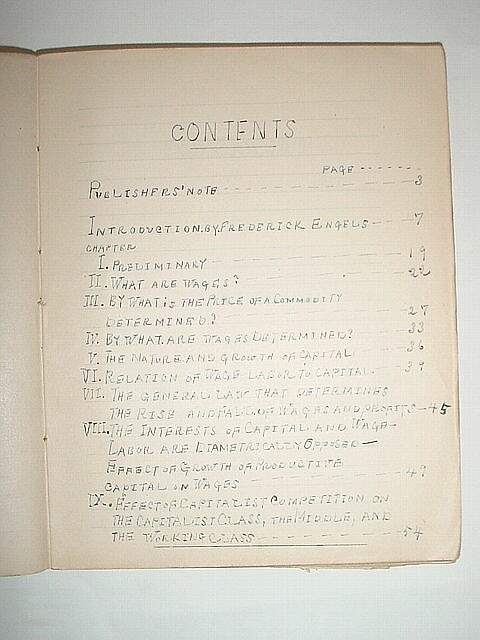
Índice de la versión en inglés de Sakai Toshihiko.

Las ideas que se expresan en el ensayo tienen una contemplación económica muy profunda al respecto, ya que Marx dejó de lado algunas de sus concepciones materialistas de la historia por el momento. Sin embargo, este ensayo comenzó a mostrar un mayor fundamento científico sobre sus ideas de trabajo alienado que, en perspectiva de Marx, conducirían finalmente a la revolución proletaria. 
Al publicar Trabajo asalariado y capital, Marx se proponía describir en forma popular las relaciones económicas, base material de la lucha de clases de la sociedad capitalista. Quería pertrechar al proletariado con la arma teórica del conocimiento científico de la base en que descansan en la sociedad capitalista la dominación de clase de la burguesía y la esclavitud asalariada de los obreros. Al desarrollar los puntos de partida de su teoría de la plusvalía, Marx formula a grandes rasgos la tesis de la depauperación relativa y absoluta de la clase obrera bajo el capitalismo. 
Según el texto en los obreros venden al capitalista a cambio del salario su fuerza de trabajo (o trabajo según su el texto original). También presenta la teoría del valor trabajo que desarrolla las diferencias distintivas entre el trabajo y la fuerza de trabajo. Partiendo de una investigación de la propiedad del trabajo en crear valor de los precios de las mercancías, Marx busca una "ley" que explique el valor de éstas y las fluctuaciones de los precios, el cual concluye que es el tiempo de trabajo socialmente necesario para la producción de mercancías. El ensayo también examina el producto y cómo los principios económicos de la oferta y la demanda afectan la fijación de precios de ciertos productos. Más allá de eso, el ensayo explora cómo el capital y el capitalismo no tienen otro propósito que no sea obtener más, lo cual Marx presenta como un método ilógico de vivir la vida. 
Por lo tanto, los marxistas consideran la obra como una "observación económica y científica en profundidad sobre cómo funciona la economía capitalista, por qué era explotadora y, en última instancia, por qué eventualmente implosionaría desde dentro".

## Contenido

### Introducción de Federico Engels a la edición de 1891
Friedrich Engels presenta la obra y aclara que debido a que fue una obra económica de Marx anterior a la Contribución a la crítica de la Economía Política (1859) entonces esta difiere en algunos puntos y contiene "expresiones y frases enteras que, desde el punto de vista de las obras posteriores, parecen poco afortunadas y hasta inexactas".
El trabajo que reproducimos a continuación se publicó, bajo la forma de una serie de artículos editoriales, en la Neue Rheinische Zeitung, a partir del 4 de abril de 1849. Le sirvieron de base las conferencias dadas por Marx, en 1847, en la Asociación Obrera Alemana de Bruselas. La publicación de estos artículos quedó incompleta; el “se continuará” con que termina el artículo publicado en el número 269 no se pudo cumplir, por haberse precipitado por aquellos días los acontecimientos: la invasión de Hungría por los rusos, las insurrecciones de Dresde, Iserlohn, Elberfeld, el Palatinado y Baden, y, como consecuencia de esto, fue suspendido el propio periódico (19 de mayo de 1849). Entre los papeles dejados por Marx no apareció el manuscrito de la continuación.
Engels expresa que aunque "no se me hubiera ocurrido, ni en sueños, modificar ni una tilde" hizo modificaciones y adiciones para actualizarla, como cambiar que el obrero vende al capitalista su "trabajo" por su "fuerza de trabajo". Finalmente Engels concluye su introducción presentando un resumén de la crítica de la economía política de Marx.
Marx investigó de un modo minucioso por vez primera la propiedad que tiene el trabajo de crear valor, y descubrió que no todo trabajo aparentemente y aun realmente necesario para la producción de una mercancía añade a ésta en todo caso un volumen de valor equivalente a la cantidad de trabajo consumido. Por tanto, cuando hoy decimos simplemente, con economistas como Ricardo, que el valor de una mercancía se determina por el trabajo necesario para su producción, damos por sobreentendidas siempre las reservas hechas por Marx. Aquí, basta con dejar sentado esto; lo demás lo expone Marx en su Contribución a la crítica de la Economía Política (1859) y en el primer tomo de El Capital.

### Artículo I. del 5 de abril
Marx comienza el artículo con la observación de que se ha criticado desde varios lados que las condiciones económicas, que se supone que forman la base de las luchas nacionales y de clases , no se han presentado adecuadamente hasta ahora. La serie de artículos pretende presentar, de manera generalmente comprensible, aquellas condiciones económicas que justifican “ la dominación de clase de la burguesía y la esclavitud asalariada de los obreros”. Debe presentarse en tres grandes departamentos:
1) La relación entre el trabajo asalariado y el capital, la esclavitud del obrero, la dominación del capitalista.
2) La inevitable ruina, bajo el sistema actual, de las clases medias burguesas y del llamado estamento campesino.

3) El sojuzgamiento y la explotación comercial de las clases burguesas de las distintas naciones europeas por Inglaterra, el déspota del mercado mundial
¿Qué es el salario? ¿Cómo se determina?

La primera pregunta, según Marx, es qué son los salarios y cómo se determinan. Según Marx, los salarios son "la cantidad de dinero que el capitalista paga por un determinado tiempo de trabajo". Según Marx, el trabajo es "una mercancía, ni más ni menos que el azúcar". El capitalista compra fuerza de trabajo, por ejemplo, con dos marcos, dos libras de azúcar o cualquier otra mercancía por una cierta cantidad. El primero se mide con el reloj, el otro con la balanza. "Los obreros cambian su mercancía, la fuerza de trabajo, por la mercancía del capitalista, por el dinero".
Por tanto, los dos marcos expresan la proporción en que la fuerza de trabajo se cambia por otras mercancías, o sea el valor de cambio de la fuerza de trabajo. Ahora bien, el valor de cambio de una mercancía, expresado en dinero, es precisamente su precio. [...] Tomemos un obrero cualquiera, un tejedor, por ejemplo. El capitalista le suministra el telar y el hilo. El tejedor se pone a trabajar y el hilo se convierte en lienzo [...] El tejedor recibe su salario mucho antes de venderse el lienzo, tal vez mucho antes de que haya acabado el tejido. Por tanto, el capitalista no paga este salario con el dinero que ha de obtener del lienzo, sino de un fondo de dinero que tiene en reserva [...] Por tanto, el salario no es la parte del obrero en la mercancía por él producida. El salario es la parte de la mercancía ya existente, con la que el capitalista compra una determinada cantidad de fuerza de trabajo productiva.
La fuerza de trabajo es, por tanto, una mercancía que su propietario, el trabajador asalariado, vende al capital. Ahora surge la pregunta: ¿Para qué la vende? Según Marx, la respuesta es simple: “Para vivir”. El trabajador vende la actividad de su vida “esta actividad vital la vende a otro para asegurarse los medios de vida necesarios. Es decir, su actividad vital no es para él más que un medio para poder existir. Trabaja para vivir”. No obstante, Marx enfatiza que este trabajo asalariado es libre porque un esclavo "no vendía su fuerza de trabajo al esclavista, del mismo modo que el buey no vende su trabajo al labrador", mientras que "el obrero libre se vende él mismo y además, se vende en partes". Marx termina afirmando:
El salario es, como hemos visto, el precio de una determinada mercancía, de la fuerza de trabajo. Por tanto, el salario se halla determinado por las mismas leyes que determinan el precio de cualquier otra mercancía. Ahora bien, nos preguntamos: ¿Cómo se determina el precio de una mercancía?

### Artículo II. del 6 de abril
¿Qué es lo que determina el precio de una mercancía?

Marx responder: "Es la competencia entre compradores y vendedores, la relación entre la demanda y la oferta". Existe competencia entre los vendedores de la misma mercancía, lo que reduce el precio de la mercancía, y existe competencia entre los compradores, lo que eleva el precio. También existe competencia entre vendedores y compradores, cuyo resultado está determinado por la competencia en los grupos. “La industria lanza al campo de batalla a dos ejércitos contendientes, en las 105 filas de cada uno de los cuales se libra además una batalla intestina. El ejército cuyas tropas se pegan menos entre sí es el que triunfa sobre el otro".
"Por tanto, cuando la oferta de una mercancía es inferior a su demanda, la competencia entre los vendedores queda anulada o muy debilitada. Y en la medida en que se atenúa esta competencia, crece la competencia entablada entre los compradores. Resultado: alza más o menos considerable de los precios de las mercancías. Con mayor frecuencia se da, como es sabido, el caso inverso, y con inversos resultados: exceso considerable de la oferta sobre la demanda; competencia desesperada entre los vendedores; falta de compradores; lanzamiento de las mercancías al malbarato".
Medida de beneficio y costes de producción

Ahora bien, si el precio está determinado por la relación entre la oferta y la demanda, "¿qué quiere decir precios altos y precios bajos?" y "¿qué es lo que determina esta relación entre la oferta y la demanda?" La respuesta de Marx, como la de cualquier burgués, a todo esto es el coste de producción.
Si a cambio de esta mercancía obtiene una cantidad de otras mercancías cuya producción ha costado menos, pierde. Si a cambio de su mercancía obtiene una cantidad de otras mercancías cuya producción ha costado más, gana. Y calcula la baja o el alza de su ganancia por los grados que el valor de cambio de su mercancía acusa por debajo o por encima de cero, por debajo o por encima del coste de producción.
Si el precio de una mercancía sube, el precio de todas las “emás mercancías que se han mantenido a sus precios anteriores ha caído proporcionalmente.
¿Qué ocurrirá al subir el precio de una mercancía? Una masa de capitales afluirá a la rama industrial floreciente [...] Y viceversa. Si el precio de una mercancía desciende por debajo de su coste de producción, los capitales se retraerán de la producción de esta mercancía. [...] Vemos que los capitales huyen o afluyen constantemente del campo de una industria al de otra. Los precios altos determinan una afluencia excesiva, y los precios bajos, una huida exagerada [...] Acabamos de ver cómo las oscilaciones de la oferta y la demanda vuelven a reducir siempre el precio de una mercancía a su coste de producción. Es cierto que el precio real de una mercancía es siempre superior o inferior al coste de producción, pero el alza y la baja se compensan mutuamente [...]
Mientras que los economistas clásicos dicen ven como una ley que el precio medio equivale al coste de producción y las fluctuaciones de la oferta y la demanda como azarosas, según Marx:
La determinación del precio por el coste de producción equivale a la determinación del precio por el tiempo de trabajo necesario para la producción de una mercancía, pues el coste de producción está formado: 1) por las materias primas y el desgaste de los instrumentos, es decir, por productos industriales cuya fabricación ha costado una determinada cantidad de jornadas de trabajo y que representan, por tanto, una determinada cantidad de tiempo de trabajo. Y 2) por el trabajo directo, cuya medida es también el tiempo.
Según Marx, las mismas leyes que regulan el precio de las mercancías en general también regulan los "precios del trabajo" o "salarios". Los salarios se mueven de acuerdo con la relación entre la oferta y la demanda.
Pero, dentro de estas oscilaciones, el precio 110 del trabajo se hallará determinado por el coste de producción, por el tiempo de trabajo necesario para producir esta mercancía, que es la fuerza de trabajo. Ahora bien, ¿cuál es el coste de producción de la fuerza de trabajo? Es lo que cuesta sostener al obrero como tal obrero y educarlo para este oficio.
Cuanto menos tiempo educativo requiere un trabajo, menores son los costes de producción del trabajador y su salario. En varias ramas de la industria en las que casi no se requiere capacitación y “bastando con la mera existencia corpórea del obrero, el coste de producción de éste se reduce casi exclusivamente a las mercancías necesarias para que aquél pueda vivir en condiciones de trabajar. Por tanto, el salario mínimo de un trabajo vendrá determinado por los "gastos de existencia y reproducción del obrero".
Hay obreros, millones de obreros, que no ganan lo necesario para poder vivir y procrear; pero el salario de la clase obrera en conjunto se nivela, dentro de sus oscilaciones, sobre la base de este mínimo.

### Artículo III. del 7 de abril
La naturaleza y el crecimiento del capital
En la producción, según Marx, las personas no sólo afectan a la naturaleza, sino también entre sí. Las relaciones sociales de producción variarán según la naturaleza de los medios de producción. Un hombre negro se convierte en esclavo en determinadas condiciones.
Las relaciones sociales en las que los individuos producen, las relaciones sociales de producción, cambian, por tanto, se transforman, al cambiar y desarrollarse los medios materiales de producción, las fuerzas productivas. Las relaciones de producción forman en conjunto lo que se llaman las relaciones sociales, la sociedad, y concretamente, una sociedad con un determinado grado de desarrollo histórico, una sociedad de carácter peculiar y distintivo. La sociedad antigua, la sociedad feudal, la sociedad burguesa, son otros tantos conjuntos de relaciones de producción, cada uno de los cuales representa, a la vez, un grado especial de desarrollo en la historia de la humanidad.
De la misma forma, un de hilar algodón se convierte en capital en determinadas condiciones. Marx define capital como "trabajo acumulado que sirve de medio de nueva producción". El capital es "una relación de producción de la sociedad burguesa".
El capital no se compone solamente de medios de vida, instrumentos de trabajo y materias primas, no se compone solamente de productos materiales; se compone igualmente de valores de cambio.Todos los productos que lo integran son mercancías. El capital no es, pues, solamente una suma de productos materiales, es una suma de mercancías, de valores de cambio, de magnitudes sociales.
Las mercancías son productos susceptibles de ser intercambiados, cuyas proporciones de intercambio o valor de cambio, se expresa en dinero como sus precios. Para que una suma de mercancías, de valores de cambio, se convierta en capital, deben ser un "fuerza social independiente", es decir, como "poder de una parte de la sociedad", deben mantenerse y aumentarse mediante el "intercambio con la fuerza de trabajo inmediata, viva. La existencia de una clase que no posee nada más que su capacidad de trabajo es una premisa necesaria para que exista el capital".
Relación del trabajo asalariado con el capital

A cambio de alimentos, el trabajador cede su actividad productiva al capitalista, por lo que el trabajador "da al trabajo acumulado un mayor valor del que antes poseía". Según Marx, ha perdido su actividad productiva para sí mismo. El trabajador produce capital, produce valores que sirven de nuevo para comandar su obra y por medio de la misma para crear nuevos valores. Por consiguiente, "el capital presupone el trabajo asalariado, y éste, el capital. Ambos se condicionan y se engendran recíprocamente".
El capital sólo puede aumentar cambiándose por fuerza de trabajo, engendrando el trabajo asalariado. Y la fuerza de trabajo del obrero asalariado sólo puede cambiarse por capital acrecentándolo, fortaleciendo la potencia de que es esclava. El aumento del capital es, por tanto, aumento del proletariado, es decir, de la clase obrera. [...] El capital perece si no explota la fuerza de trabajo, y, para explotarla, tiene que comprarla. Cuanto más velozmente crece el capital destinado a la producción, el capital productivo, y, por consiguiente, cuanto más próspera es la industria, cuanto más se enriquece la burguesía, cuanto mejor marchan los negocios, más obreros necesita el capitalista y más caro se vende el obrero. Por consiguiente, la condición imprescindible para que la situación del obrero sea tolerable es que crezca con la mayor rapidez posible el capital productivo. Pero, ¿qué significa el crecimiento del capital productivo? Significa el crecimiento del poder del trabajo acumulado sobre el trabajo vivo. El aumento de la dominación de la burguesía sobre la clase obrera. [...] Mientras el obrero asalariado es obrero asalariado, su suerte depende del capital. He ahí la tan cacareada comunidad de intereses entre el obrero y el capitalista.

### Artículo IV. del 8 de abril
La ley general que determina el aumento y la caída de los salarios y las ganancias

Según Marx, nuestras necesidades y goces surgen de la sociedad. Por tanto, los comparamos con la sociedad; no los medimos por los objetos de su satisfacción. Por ser de carácter social, son de carácter relativo.
Sea grande o pequeña una casa, mientras las que la rodean son también pequeñas cumple todas las exigencias sociales de una vivienda, pero, si junto a una casa pequeña surge un palacio, la que hasta entonces era casa se encoge hasta quedar convertida en una choza. La casa pequeña indica ahora que su morador no tiene exigencias, o las tiene muy reducidas; y, por mucho que, en el transcurso de la civilización, su casa gane en altura, si el palacio vecino sigue creciendo en la misma o incluso en mayor proporción, el habitante de la casa relativamente pequeña se irá sintiendo cada vez más desazonado, más descontento, más agobiado entre sus cuatro paredes.
Aunque los goces del trabajador han aumentado bajo el capitalismo, "la satisfacción social que producen es ahora menor, comparada con los goces mayores del capitalista, inasequibles para el obrero, y con el nivel de desarrollo de la sociedad en general". Según Marx, el precio monetario del trabajo, salario nominal, no coincide con el salario real, "es decir, la cantidad de mercancías que puede comprar con este dinero". Pone de ejemplo que en siglo XVI tras el descubrimiento de nuevas minas de oro más ricas en América, los salario de los trabajadores disminuyó aun cuando seguían realizando el mismo trabajo. Los salarios están determinados principalmente por su relación con la ganancia, con la ganancia del capitalista: "es un salario relativo, proporcional". Mientras el salario rea expresa el precio del trabajo en relación con el precio de otras mercancías, los salarios relativos expresan "nuevo valor creado por el trabajo, que percibe el trabajo directo, en proporción a la parte del valor que se incorpora al trabajo acumulado, es decir, al capital".
Supongamos, por ejemplo, que el precio de todos los medios de vida baja en dos terceras partes, mientras que el salario diario sólo disminuye en un tercio, de tres marcos a dos. Aunque el obrero, con estos dos marcos, podrá comprar una cantidad mayor de mercancías que antes con tres, su salario habrá disminuido, en relación con la ganancia obtenida por el capitalista. La ganancia del capitalista (por ejemplo, del fabricante) ha aumentado en un marco, es decir, que ahora el obrero, por una cantidad menor de valores de cambio, que el capitalista le entrega, tiene que producir una cantidad mayor de estos mismos valores. La parte obtenida por el capital aumenta en comparación con la del trabajo. La distribución de la riqueza social entre el capital y el trabajo es ahora todavía más desigual que antes. El capitalista manda con el mismo capital sobre una cantidad mayor de trabajo.
Para Marx, los salarios y las ganancias se relacionan recíprocamente inversamente. Según esta ley, "la ganancia, aumenta en la misma proporción en que disminuye la parte que le toca al trabajo, el salario, y viceversa". Se puede objetar que el capitalista puede obtener ganancias mediante otras formas como el aumento de la demanda, abrir nuevos mercados, mejorar de maquinaria, etc. independientemente del aumento o la disminución de los salarios, pero el resultado sigue siendo el mismo según Marx. Aunque se produce en la dirección opuesta, "el capitalista compra ahora una suma mayor de valores de cambio, sin que por ello pague el trabajo más caro, es decir, que el trabajo resulta peor remunerado". Marx también recuerda que “el precio medio de cada mercancía, la proporción en que se cambia por otras mercancías, se determina por su coste de producción", por lo tanto, las ganancias de los capitalistas se equilibran necesariamente entre sí. 
El perfeccionamiento de la maquinaria, la nueva aplicación de las fuerzas naturales al servicio de la producción, permiten crear en un tiempo de trabajo dado y con la misma cantidad de trabajo y capital una masa mayor de productos, pero no, ni mucho menos, una masa mayor de valores de cambio. [...] Finalmente, cualquiera que sea la proporción en que la clase capitalista, la burguesía, [...] la suma global de estos ingresos netos no será nunca otra cosa que la suma en que el trabajo vivo incrementa en bloque el trabajo acumulado. Por tanto, esta suma global crece en la proporción en que el trabajo incrementa el capital, es decir, en la proporción en que crece la ganancia, en comparación con el salario.
Según Marx, ahora se reconoce que las relaciones entre el capital y el trabajo asalariado son "diametralmente opuestos". Cuanto más capital, mayor es la ganancia, que a su vez puede aumentar si el valor de cambio del trabajo y los salarios relativos disminuyen aun cuando aumente el salario nominal y real siempre que éstos no suban en la misma proporción que la ganancia.
Que, incluso la situación más favorable para la clase obrera, el incremento más rápido posible del capital, por mucho que mejore la vida material del obrero, no suprime el antagonismo entre sus intereses y los intereses del burgués, los intereses del capitalista. [...] La situación material del obrero habrá mejorado, pero a costa de su situación social. El abismo social que le separa del capitalista se habrá ahondado. Que el decir que la condición más favorable para el trabajo asalariado es el incremento más rápido posible del capital productivo, sólo significa que cuanto más rápidamente la clase obrera aumenta y acrecienta el poder enemigo, [...] contenta con forjar ella misma las cadenas de oro con las que le arrastra a remolque la burguesía.

### Artículo V. del 11 de abril
Los intereses del capital y el trabajo asalariado son diametralmente opuestos / Efecto del crecimiento del capital productivo sobre los salarios
Según Marx, la afirmación de los economistas burgueses de que un crecimiento del capital productivo (es decir, el capital reinvertido en el proceso de producción) eleva los salarios no se sigue, ya que, la burguesía (que históricamente surgió de la burguesía urbana) es demasiado instruida y calculadora "para compartir los prejuicios del señor feudal, que alardeaba con el brillo de sus servidores" simplemente porque sus condiciones de existencia los obligan a hacerlo. Marx arroja precisamente esto en este último artículo pregunta para ser examinado más de cerca: “¿Cómo influye el crecimiento del capital productivo sobre el salario?".

Antes de responder la pregunta, Marx examina primero su condición previa, el crecimiento del capital burgués productivo. Esto se puede incrementar de tres formas: “una mayor división del trabajo, la aplicación en mayor escala y el constante perfeccionamiento de la maquinaria”. Este aumento de capital ahora (en primer lugar) provoca un aumento de la competencia entre capitalistas, los dueños de los medios de producción, después de haber aumentado previamente la presión sobre el capitalista individual, porque como ahora puede producir más al mismo coste de producción y así ofrecerlo más barato, también "le obligan a vender más mercancías, a conquistar para éstas un mercado incomparablemente mayor”, surgiendo “condiciones más difíciles para el aumento del valor de su capital.”
Pero el privilegio de nuestro capitalista no es de larga duración; otros capitalistas, en competencia con él, pasan a emplear las mismas máquinas, la misma división del trabajo y en una escala igual o mayor, hasta que esta innovación acaba por generalizarse tanto, que el precio del lienzo queda por debajo, no ya del antiguo, sino incluso de su nuevo coste de producción.
Como antes de la introducción de los nuevos medios de producción más eficientes, los productores / proveedores ahora están compitiendo nuevamente con el mismo nivel de poder de producción, excepto que "el doble de producto por menos del precio antiguo". Y esta dinámica, que domina todo el mercado mundial, no se detiene después de este ciclo único que acabamos de describir, con cada innovación tecnológica se introducen máquinas nuevas y más poderosas, con cada avance científico las fuerzas de la naturaleza se explotan de manera más eficiente y, como resultado, el trabajo siempre se comparte de nuevo.
Vemos, pues, cómo se subvierten, se revolucionan incesantemente el modo de producción y los medios de producción, cómo la división del trabajo acarrea necesariamente otra división mayor del trabajo, la aplicación de la maquinaria, otra aplicación mayor de la maquinaria, la producción en gran escala, una producción en otra escala mayor.
Efecto de la competencia capitalista sobre la clase capitalista la clase media y la clase trabajadora

En la misma medida en que los nuevos medios de producción se vuelve cada vez más caro, el precio de los bienes se vuelve más barato, de modo que para reemplazar los costos de producción, los actores económicos están sujetos a la ley, que dentro de las fluctuaciones de las épocas comerciales equilibran el precio de una mercancía con sus costes de producción y deben seguirlo incondicionalmente, siendo ahora necesaria una venta más masiva.
Tal es la ley que saca constantemente de su viejo cauce a la producción burguesa y obliga al capital a tener constantemente en tensión las fuerzas productivas del trabajo, por haberlas puesto antes en tensión; la ley que no le deja punto de sosiego y le susurra incesantemente al oído: ¡Adelante! ¡Adelante!
Después de esta aclaración de los acontecimientos por parte de los capitalistas - el crecimiento del capital productivo - Marx finalmente puede proceder a responder a la pregunta real - su efecto sobre los salarios - pero no sin antes volver a hacer la misma pregunta, aunque variada: “¿cómo influyen estos factores, inseparables del incremento del capital productivo, en la determinación del salario?". Contrariamente a la afirmación burguesa de la correlación positiva entre estos dos factores, Marx afirma que hay un aumento de la competencia entre los trabajadores, cuyo efecto es una reducción de los salarios. Los trabajadores compiten entre sí, vendiéndose más barato que el otro para realizar el trabajo de varios obreros a la vez. Es decir, un solo trabajador tiene que soportar la carga de trabajo y la presión competitiva que solía ser de cinco, diez o veinte. La división del trabajo simplifica el trabajo de tal manera que
Además, en la medida en que aumenta la división del trabajo, éste se simplifica. La pericia especial del obrero no sirve ya de nada. Se le convierte en una fuerza productiva simple y monótona, que no necesita poner en juego ningún recurso físico ni espiritual. Su trabajo es ya un trabajo asequible a cualquiera.
Marx concluye que “a medida que el trabajo va haciéndose más desagradable, más repelente, aumenta la competencia y disminuye el salario” y que “cuanto más trabaja, menos jornal gana”. La maquinaria juega un papel decisivo en esto. Se utiliza la imagen de la “guerra industrial” que "presenta a particularidad de que en ella las batallas no se ganan tanto enrolando a ejércitos obreros, como licenciándolos. Los generales, los capitalistas rivalizan a ver quién licencia más soldados industriales”.Es cierto que los economistas burgueses contra los que se opone Marx no dicen que los trabajadores desplazados por las máquinas recién introducidas encontrarían un nuevo empleo, ya que obviamente esto no es la verdad, pero afirman que esto es "para aquella parte de la generación obrera juvenil que estaba ya preparada para ingresar en la rama industrial desaparecida” se aplicaría. Si esto fuera cierto, entonces los salarios para este nuevo trabajo será menor.Marx también contraargumenta de que a través del mayor uso de máquinas aumentaría el empleo de trabajadores en la fabricación de máquinas, pues "los obreros que trabajan en las fábricas de maquinaria sólo pueden desempeñar el papel de máquinas extremadamente imperfectas".

A través de este movimiento para explotar los gigantescos medios de producción existentes a mayor escala, se destruye al pequeño industrial que ya no puede seguirle el ritmo; a raíz de su quiebra tiene que “lanzarse a la industria […] ayudando de este modo a engrosar las filas de los pequeños industriales y, con ello las de los candidatos a proletarios [...] Y así, el bosque de brazos que se extienden y piden trabajo es cada vez más espeso, al paso que los brazos mismos que lo forman son cada vez más flacos.” Las crisis, como "terremotos industriales”, se correlacionan con la expansión de la masa del producto, la “necesidad de mercados más extensos”.
Se hacen más frecuentes y más violentas, ya por el solo hecho de que […] el mercado mundial va reduciéndose más y más, y quedan cada vez menos mercados nuevos que explotar, pues cada crisis anterior somete al comercio mundial un mercado no conquistado todavía o que el comercio sólo explotaba superficialmente. […] Este amo, a la par distinguido y bárbaro, arrastra consigo a la tumba los cadáveres de sus esclavos, hecatombes enteras de obreros que sucumben en las crisis.
Después de aclarar y presentar todos estos hechos, Marx finalmente puede sacar la conclusión de que “cuanto más crece el capital productivo, mas se extiende la división del trabajo y la aplicación de maquinaria. Y cuanto más se extiende la división del trabajo y la aplicación de la maquinaria, más se acentúa la competencia entre los obreros y más se reduce su salario.” La pregunta dominante sobre la relación mutua entre el crecimiento del capital productivo, por un lado, y el nivel de los salarios, por otro, se pueden responder de la siguiente manera:
“Si el capital crece rápidamente, crece con rapidez incomparablemente mayor todavía la competencia entre los obreros, es decir, disminuyen tanto más, relativamente, los medios de empleo y los medios de vida de la clase obrera; y, no obstante esto, el rápido incremento del capital es la condición más favorable para el trabajo asalariado”. 

## Recepción
Alfred Müller toma del texto una serie de argumentos a favor de la tendencia decreciente de la tasa de ganancia.